# Grandes éxitos. Selección natural
Grandes éxitos. Selección natural es un álbum recopilatorio de la banda de pop española Presuntos Implicados, editado en 2002.

## Listado de canciones

### CD 1
1. "Cómo hemos cambiado" (versión 2002)
2. "Es una Historia"
3. "Todas las Flores"
4. "Mi pequeño tesoro"
5. "La Mujer Que Mueve el Mundo"
6. "Fallen" (feat. Randy Crawford)
7. "Alma de blues"
8. "Llovió"
9. "Esperaré"
10. "La Noche" (feat. Teo Carralda)
11. "Me Das el Mar"
12. "La Flor de la Mañana"
13. "Mil Mariposas"
14. "Edén"
15. "Mi Única Razón"
16. "Cuando Quiero un Sol"
17. "Bárbara del Campo"
18. "Luna"

### CD 2
1. "Alma de Blues" (versión 2002)
2. "Gente"
3. "Nunca Es Para Siempre"
4. "Cómo Hemos Cambiado" (versión 1992)
5. "Las Palabras de Amor"
6. "Esta Tarde Vi Llover"
7. "Sed de Amor"
8. "Cada Historia" (feat. Ana Torroja)
9. "Sentir Su Calor"
10. "Tu Tierra y Mis Semillas"
11. "Nadie Como Tú" (feat. Pancho Céspedes)
12. "Recibes Cartas"
13. "En la Oscuridad"
14. "Por Querer"
15. "Icaro"
16. "De Sol a Sol"
17. "No Hay Humor"
18. "Miss Circuitos" (versión 2002)

- Datos: Q5884815